# Список кантри-хитов № 1 2024 года (Billboard)

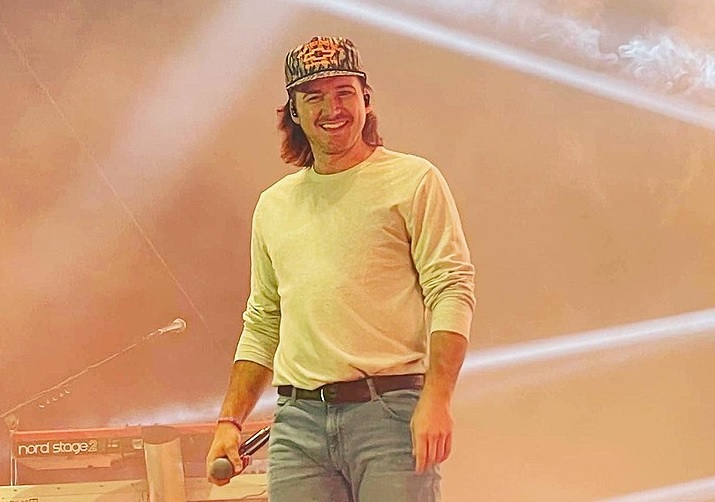
Морган Уоллен установил рекорд Country Airplay: лидировал пять раз за один год

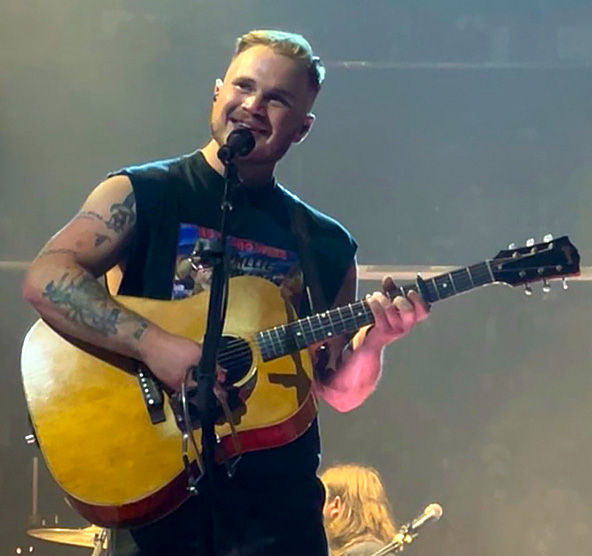
Песня «I Remember Everything» кантри-певца Зака Брайана при участии Кейси Масгрейвс лидировала в начале года

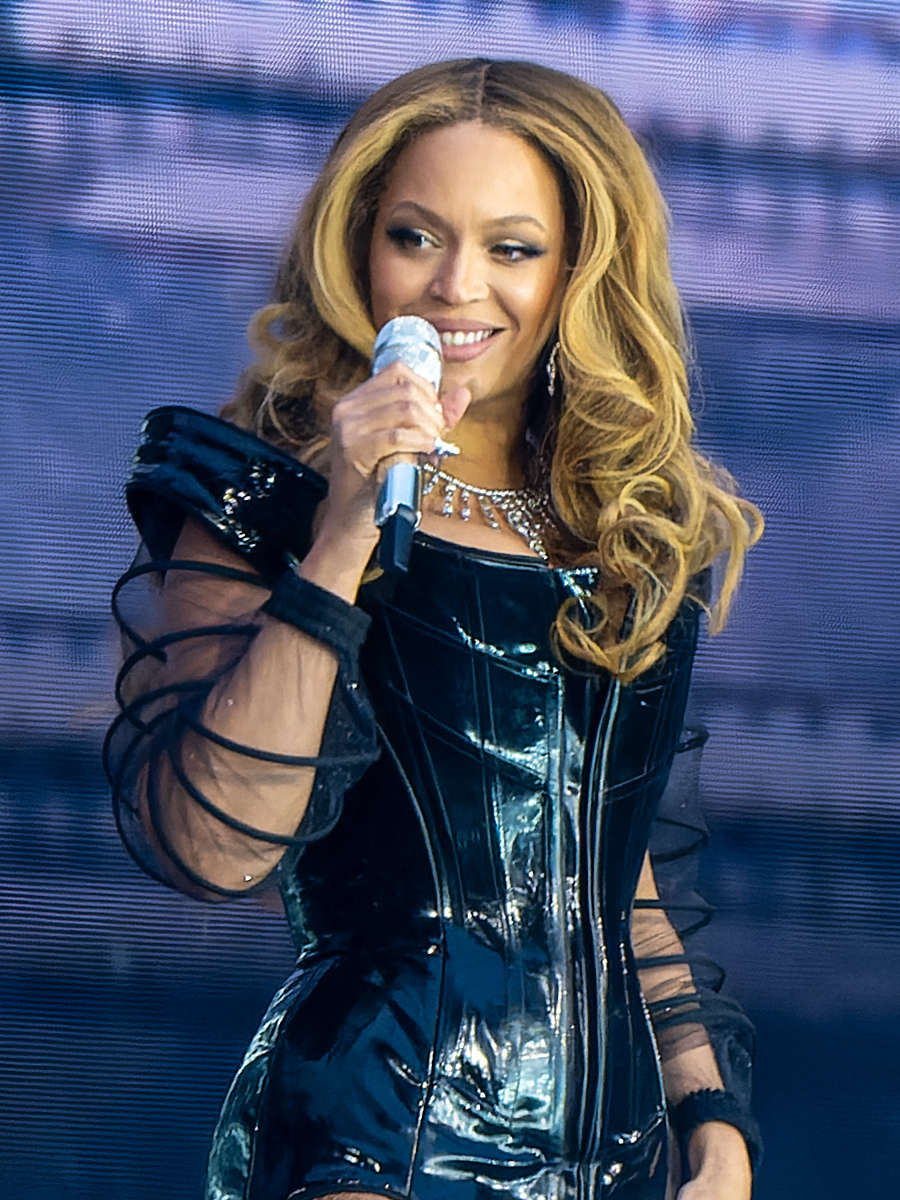
Бейонсе стала первой афроамериканской исполнительницей, возглавившей этот чарт

Список кантри-хитов № 1 2024 года включает самые популярные песни жанра кантри-музыки, которые возглавляли американский хит-парад Hot Country Songs журнала Billboard в 2024 году (данные стали известны заранее, так как публикуются на неделю вперёд).
При составлении Hot Country Songs учитываются цифровые загрузки, стриминг, и радиоэфирные ротации не только кантри-радио, но от радиостанций всех форматов по методике введённой в 2012 году. В радиочарте Country Airplay, который был введён в 2012 году, учитываются только ротации песен и только на кантри-радиостанциях, то есть та методика, что применялась с 1990 до 2012 года при составлении Hot Country Songs до его перехода на мультиметрику.
В течение 2024 года Морган Уоллен завоевал пять первых мест в чарте Country Airplay, став первым артистом, которому удалось достичь такого количества чарттопперов за один год за всю 35-летнюю историю исследования. Песня «Lies Lies Lies» лидировала в течение одной недели в ноябре прошлого года, после чего последовали песни «Cowgirls» (при участии Эрнеста; одна неделя, июль), Post Malone «I Had Some Help» (при участии Уоллена; четыре недели, июнь-июль), «Man Made a Bar» (при участии Эрика Чёрча; одна, апрель) и Томаса Ретта «Mamaw’s House» (при участии Уоллена; одна, март).

## История
- 6 января 2024 года на первом месте продолжал лидировать сингл «I Remember Everything» кантри-певца Зака Брайана при участии Кейси Масгрейвс[5]. В 2023 году он уже был 13 недель номером один в кантри-чарте и одновременно возглавлял общий хит-парад Billboard Hot 100 и рок-чарт Hot Rock & Alternative Songs, что стало первым случаем в истории. А его альбом Zach Bryan в 2023 году дебютировал на первом месте в Billboard 200 и в чартах Top Country Albums, Top Rock & Alternative Albums, Top Rock Albums и Americana/Folk Album[6].
- 24 февраля на первом месте дебютировал сингл «Texas Hold ’Em» певицы Бейонсе[7], которая стала первой афроамериканской исполнительницей, возглавившей этот чарт[8].
- 16 марта радиочарт возглавил сингл «I Can Feel It» кантри-певца Кейна Брауна, его 11-й чарттоппер. Среди авторов указан Фил Коллинз, так как в треке использованы интерполяции классической песни Коллинза 1981 года «In the Air Tonight»: фирменное барабанное соло и припев, исполненный Брауном. Коллинз, который написал только «Air», указан как автор «Feel»[9].
- 16 марта Country Airplay возглавил сингл «Mamaw’s House» американского музыканта Томаса Ретта (его 20-й хит номер один) при участии Моргана Уоллена (11-й чарттоппер)[10].
- 6 апреля радиочарт Country Airplay спустя 60 недель возглавил сингл «23» певца и автора-исполнителя Чейс Бекхэм, который ранее победил в конкурсе American Idol в 2021 году. Это был первый номер один на радио кантри, написанный исключительно певцом, который его исполнил, с 2012 года (тогда это была песня Свифт «Ours», в чарте от 31 марта 2012 года)[11].
- 15 июня радиочарт Country Airplay воглавил сингл «Halfway to Hell» певца Jelly Roll, его 4-й подряд чарттоппер. Jelly Roll ранее возглавлял Country Airplay с песнями «Save Me» вместе с Лэйни Уилсон (2 недели в декабре 2023); «Need a Favor» (4, август 2023); «Son of a Sinner» (1, январь 2023)[12].
- 22 июня радиочарт Country Airplay воглавил сингл «Take Her Home» певца Кенни Чесни, его 33-й чарттоппер. И он продлил свой собственный рекорд по количеству хитов номер один на радио кантри-музыки за 27 лет. С момента запуска Country Airplay в январе 1990 года Тим Макгро занимает второе место с 29 номерами № 1, за ним следует Блейк Шелтон с 28. Чесни также разделяет с Джорджем Стрейтом рекорд по количеству песен в топ-10 — 61, начиная с его первого сингла «Fall in Love» (№ 6, июль 1995). Макгро занимает третье место с 60-ю песнями[13][14].
- 5 октября Люк Комбс вторую неделю возглавлял Country Airplay с песней «Ain’t No Love in Oklahoma» (из саундтрека Twisters: The Album). Это его 13-й чарттоппер из 18, который лидировал более одной недели. Все вместе они дали Комбсу 53 недели нахождения на первом месте. Больше недель на № 1 только у Кенни Чесни (83), Тима Макгро (80), Джорджа Стрейта (66), Алана Джексона (60) и Блейка Шелтона (57), и ровно столько же у Тоби Кита (53)[15].

## Список
| Дата        | Hot Country Songs[A]    | Hot Country Songs[A]                    | Hot Country Songs[A] | Country Airplay[B]          | Country Airplay[B]                      | Country Airplay[B] |
| Дата        | Название                | Исполнитель                             | Ссылка               | Название                    | Исполнитель                             | Ссылка             |
| ----------- | ----------------------- | --------------------------------------- | -------------------- | --------------------------- | --------------------------------------- | ------------------ |
| 6 января    | «I Remember Everything» | Зак Брайан при участии Кейси Масгрейвс  | [ 5 ]                | «World on Fire»             | Нейт Смит                               | [ 16 ]             |
| 13 января   | «I Remember Everything» | Зак Брайан при участии Кейси Масгрейвс  | [ 17 ]               | «World on Fire»             | Нейт Смит                               | [ 18 ]             |
| 20 января   | «I Remember Everything» | Зак Брайан при участии Кейси Масгрейвс  |                      | «World on Fire»             | Нейт Смит                               | [ 19 ]             |
| 27 января   | «I Remember Everything» | Зак Брайан при участии Кейси Масгрейвс  | [ 20 ]               | «World on Fire»             | Нейт Смит                               | [ 21 ]             |
| 3 февраля   | «I Remember Everything» | Зак Брайан при участии Кейси Масгрейвс  | [ 22 ]               | «World on Fire»             | Нейт Смит                               | [ 23 ]             |
| 10 февраля  | «I Remember Everything» | Зак Брайан при участии Кейси Масгрейвс  | [ 24 ]               | «World on Fire»             | Нейт Смит                               | [ 25 ]             |
| 17 февраля  | «I Remember Everything» | Зак Брайан при участии Кейси Масгрейвс  | [ 26 ]               | «World on Fire»             | Нейт Смит                               | [ 27 ]             |
| 24 февраля  | «Texas Hold ’Em»        | Бейонсе                                 | [ 28 ]               | «World on Fire»             | Нейт Смит                               | [ 29 ]             |
| 2 марта     | «Texas Hold ’Em»        | Бейонсе                                 | [ 30 ]               | «Pretty Little Poison»      | Уоррена Зайдерса                        | [ 31 ] [ 32 ]      |
| 9 марта     | «Texas Hold ’Em»        | Бейонсе                                 | [ 33 ]               | «The Painter»               | Коди Джонсон                            | [ 34 ]             |
| 16 марта    | «Texas Hold ’Em»        | Бейонсе                                 | [ 35 ]               | «I Can Feel It»             | Кейн Браун                              | [ 36 ]             |
| 23 марта    | «Texas Hold ’Em»        | Бейонсе                                 | [ 37 ]               | «Mamaw’s House»             | Томас Ретт при участии Моргана Уоллена  | [ 10 ] [ 38 ]      |
| 30 марта    | «Texas Hold ’Em»        | Бейонсе                                 | [ 39 ]               | «Truck Bed»                 | Hardy                                   | [ 40 ]             |
| 6 апреля    | «Texas Hold ’Em»        | Бейонсе                                 | [ 41 ]               | «23»                        | Chayce Beckham                          | [ 11 ] [ 42 ]      |
| 13 апреля   | «Texas Hold ’Em»        | Бейонсе                                 | [ 43 ]               | «Burn it Down»              | Паркер Макколлум                        | [ 44 ]             |
| 20 апреля   | «Texas Hold ’Em»        | Бейонсе                                 | [ 45 ]               | «Man Made a Bar»            | Морган Уоллен при участии Эрика Чёрча   | [ 46 ]             |
| 27 апреля   | «Texas Hold ’Em»        | Бейонсе                                 | [ 47 ]               | «Outskirts»                 | Сэм Хант                                | [ 48 ]             |
| 4 мая       | «A Bar Song (Tipsy)»    | Shaboozey                               | [ 49 ]               | «Outskirts»                 | Сэм Хант                                | [ 50 ]             |
| 11 мая      | «A Bar Song (Tipsy)»    | Shaboozey                               | [ 51 ]               | «Outskirts»                 | Сэм Хант                                | [ 52 ]             |
| 18 мая      | «A Bar Song (Tipsy)»    | Shaboozey                               | [ 53 ]               | «Tucson Too Late»           | Jordan Davis                            | [ 54 ]             |
| 25 мая      | «I Had Some Help»       | Post Malone при участии Моргана Уоллена | [ 55 ]               | «Back Then Right Now»       | Tyler Hubbard                           | [ 56 ]             |
| 1 июня      | «I Had Some Help»       | Post Malone при участии Моргана Уоллена | [ 57 ]               | «Where It Ends»             | Бейли Циммерман                         | [ 58 ]             |
| 8 июня      | «I Had Some Help»       | Post Malone при участии Моргана Уоллена | [ 59 ]               | «Where It Ends»             | Бейли Циммерман                         | [ 60 ]             |
| 15 июня     | «I Had Some Help»       | Post Malone при участии Моргана Уоллена | [ 61 ]               | «Halfway to Hell»           | Jelly Roll                              | [ 12 ] [ 62 ]      |
| 22 июня     | «I Had Some Help»       | Post Malone при участии Моргана Уоллена | [ 63 ]               | «Take Her Home»             | Кенни Чесни                             | [ 13 ]             |
| 29 июня     | «I Had Some Help»       | Post Malone при участии Моргана Уоллена | [ 64 ]               | «I Had Some Help»           | Post Malone при участии Моргана Уоллена | [ 65 ]             |
| 6 июля      | «I Had Some Help»       | Post Malone при участии Моргана Уоллена | [ 66 ]               | «I Had Some Help»           | Post Malone при участии Моргана Уоллена | [ 67 ]             |
| 13 июля     | «A Bar Song (Tipsy)»    | Shaboozey                               | [ 68 ]               | «I Had Some Help»           | Post Malone при участии Моргана Уоллена | [ 69 ]             |
| 20 июля     | «A Bar Song (Tipsy)»    | Shaboozey                               | [ 70 ]               | «I Had Some Help»           | Post Malone при участии Моргана Уоллена | [ 71 ]             |
| 27 июля     | «A Bar Song (Tipsy)»    | Shaboozey                               | [ 72 ]               | «Cowgirls»                  | Морган Уоллен при участии Ernest        | [ 73 ]             |
| 3 августа   | «A Bar Song (Tipsy)»    | Shaboozey                               | [ 74 ]               | «A Bar Song (Tipsy)»        | Shaboozey                               | [ 75 ]             |
| 10 августа  | «A Bar Song (Tipsy)»    | Shaboozey                               | [ 76 ]               | «A Bar Song (Tipsy)»        | Shaboozey                               | [ 77 ]             |
| 17 августа  | «A Bar Song (Tipsy)»    | Shaboozey                               | [ 78 ]               | «A Bar Song (Tipsy)»        | Shaboozey                               | [ 79 ]             |
| 24 августа  | «A Bar Song (Tipsy)»    | Shaboozey                               | [ 80 ]               | «A Bar Song (Tipsy)»        | Shaboozey                               | [ 81 ]             |
| 31 августа  | «A Bar Song (Tipsy)»    | Shaboozey                               | [ 82 ]               | «A Bar Song (Tipsy)»        | Shaboozey                               | [ 83 ]             |
| 7 сентября  | «A Bar Song (Tipsy)»    | Shaboozey                               | [ 84 ]               | «A Bar Song (Tipsy)»        | Shaboozey                               | [ 85 ]             |
| 14 сентября | «A Bar Song (Tipsy)»    | Shaboozey                               | [ 86 ]               | «A Bar Song (Tipsy)»        | Shaboozey                               | [ 87 ]             |
| 21 сентября | «A Bar Song (Tipsy)»    | Shaboozey                               | [ 88 ]               | «Chevrolet»                 | Дастин Линч при участии Jelly Roll      | [ 89 ]             |
| 28 сентября | «A Bar Song (Tipsy)»    | Shaboozey                               | [ 90 ]               | «Ain’t No Love in Oklahoma» | Люк Комбс                               | [ 91 ]             |
| 5 октября   | «A Bar Song (Tipsy)»    | Shaboozey                               | [ 92 ]               | «Ain’t No Love in Oklahoma» | Люк Комбс                               | [ 93 ]             |
| 12 октября  | «A Bar Song (Tipsy)»    | Shaboozey                               | [ 94 ]               | «Pour Me a Drink»           | Post Malone при участии Блейка Шелтона  | [ 95 ]             |
| 19 октября  | «A Bar Song (Tipsy)»    | Shaboozey                               | [ 96 ]               | «Pour Me a Drink»           | Post Malone при участии Блейка Шелтона  | [ 97 ]             |
| 26 октября  | «A Bar Song (Tipsy)»    | Shaboozey                               | [ 98 ]               | «Pour Me a Drink»           | Post Malone при участии Блейка Шелтона  | [ 99 ]             |
| 2 ноября    | «Love Somebody»         | Морган Уоллен                           | [ 100 ]              | «Miles on It»               | Marshmello и Kane Brown                 | [ 101 ]            |
| 9 ноября    | «A Bar Song (Tipsy)»    | Shaboozey                               | [ 102 ]              | «I Am Not Okay»             | Jelly Roll                              | [ 103 ]            |
| 16 ноября   | «A Bar Song (Tipsy)»    | Shaboozey                               | [ 104 ]              | «I Am Not Okay»             | Jelly Roll                              | [ 105 ]            |
| 23 ноября   | «A Bar Song (Tipsy)»    | Shaboozey                               | [ 106 ]              | «Lies Lies Lies»            | Морган Уоллен                           | [ 107 ]            |
| 30 ноября   | «A Bar Song (Tipsy)»    | Shaboozey                               | [ 108 ]              | «I Am Not Okay»             | Jelly Roll                              | [ 109 ]            |
| 7 декабря   | «A Bar Song (Tipsy)»    | Shaboozey                               | [ 110 ]              | «Gonna Love You»            | Parmalee                                | [ 111 ]            |
| 14 декабря  | «A Bar Song (Tipsy)»    | Shaboozey                               | [ 112 ]              | «You Look Like You Love Me» | Элла Лэнгли при участии Riley Green     | [ 113 ]            |
| 21 декабря  | «A Bar Song (Tipsy)»    | Shaboozey                               | [ 114 ]              | «Cowboy Songs»              | George Birge                            | [ 115 ]            |
| 28 декабря  | «A Bar Song (Tipsy)»    | Shaboozey                               | [ 116 ]              | «High Road»                 | Koe Wetzel при участии Jessie Murph     | [ 117 ]            |

Примечания
- A^ — Country Songs — суммарный кантри-чарт, с учётом интернет-скачиваний (цифровых продаж), потокового контента и радиоэфиров.
- B^ — Country Airplay — радиоэфирный кантри-чарт (до 20 октября 2012 года был единственным и основным).